# セルジュ・ゲンスブール
セルジュ・ゲンスブール（Serge Gainsbourg [sɛʁʒ ɡɛ̃sbuʁ]、1928年4月2日 - 1991年3月2日）は、フランスの作曲家、作詞家、歌手、映画監督、俳優。

## 概要
彼の父ジョセフはトルコ・イスタンブールで生まれたアシュケナージ系ユダヤ人で、ロシア帝国下のクリミア半島フェオドシヤ生まれの歌手オリア（オルガ）とクリミアで出会い結婚した。セルジュ・ゲンスブールはパリ4区シテ島にあるパリ市立病院（Hôtel-Dieu de Paris）で生まれた。幼名はリュシヤン・ギンスブルグ（Lucien Ginsburg, Люсье́н Ги́нзбург）といった。1958年に「リラの門の切符切り」（Le Poinçonneur des Lilas）でデビュー。
女優・歌手のジェーン・バーキンとは法的な結婚はしていないが事実婚の関係となり、女優のシャルロット・ゲンズブールはバーキンとの間に儲けた娘である。
死後はその栄光をたたえて、ジャン＝ポール・サルトル、シャルル・ボードレールなどの著名人が数多く眠るモンパルナス墓地に葬られた。

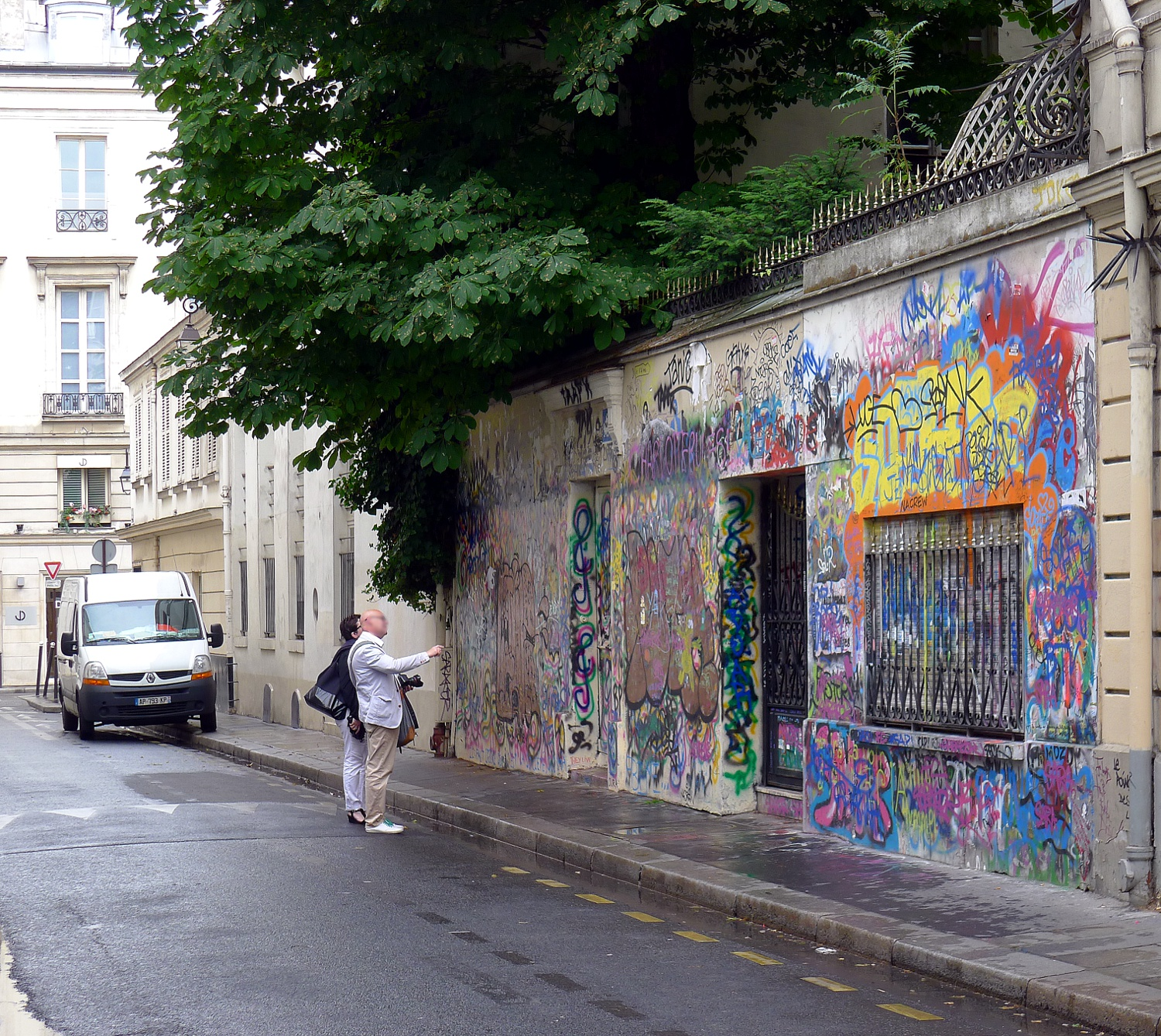
娘シャルロットにより保存されたパリ7区ヴェルヌイユ通り5番地bis の自宅

## 経歴

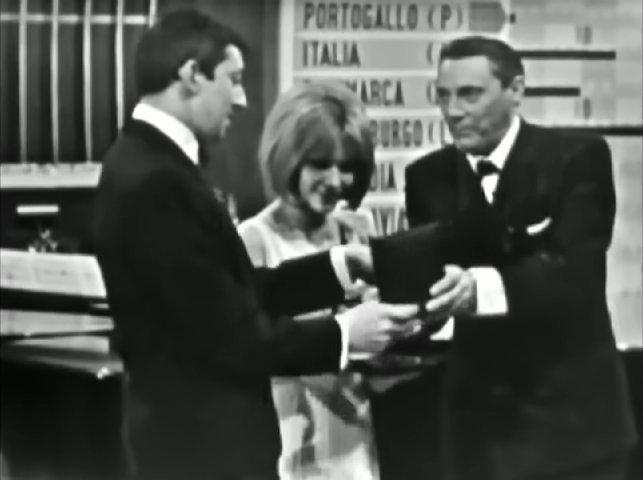
1965年のユーロヴィジョン・ソング・コンテストにてフランス・ギャルと

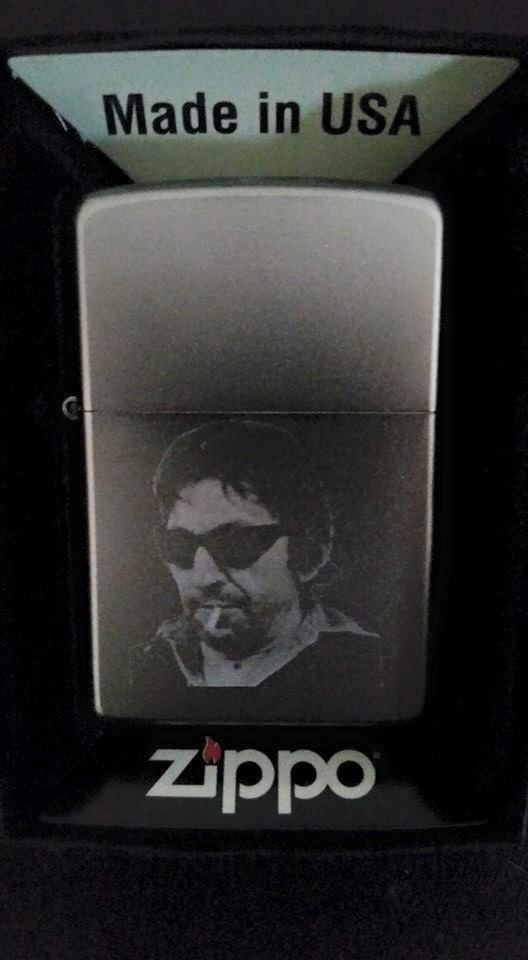
セルジュ・ゲンスブールのイラストが施されたジッポー

### デビュー以前
ギンスブルグ家はロシア革命の混乱から逃れてきた移民である。リュシヤンの父ジョゼフはピアニスト・美術家だったが、移民の多いパリ20区シーヌ通り（中国通り）界隈に移ってからはもっぱらキャバレーでピアノを弾いて生計を立てていた。パリで産まれたリュシヤンは父の影響で幼少からクラシック音楽に親しみ、絵画にも興味を持っていた。幼いころは内気な性格だった。青少年期は、家族と共にパリ20区、9区、リモージュ、パリ解放少し前に16区に移り住み、9区のリセ・コンドルセに通った。1947年ごろ、小遣い稼ぎにギターを弾きはじめる。1948年に召集を受け翌1949年までおよそ1年間従軍するがこの間、脱走を企てたことなどから3か月間投獄されている。それに前後してギターで生計を担うようになり、絵画からは遠ざかってゆく。この期間、貧困に苦しんでさまざまな仕事をする合間にはじめて作曲をする。
1951年、エリザベット・レヴィツキーと結婚する。1954年、パリの有名なキャバレー「ミロール・ラルスイユ」でピアニストとして働きはじめる。そこでボリス・ヴィアンの歌唱を聞いて感銘を受け、「これなら自分にもできる」と考える。それ以来、セルジュ・ゲンスブールと名乗るようになる。本人の談によると、「ゲンスブール」の由来は高校（リセ）の教師が「ギンスブルグ」をうまく発音できず「ゲンスブール」と読んでいたことで「セルジュ」はロシア風の名前から選んだという。同時にリュシヤンというファーストネームに嫌気がさしていたともいわれている。また、ヴィアンの歌唱を聞き、その反骨精神に感銘を受けたことが後の作風に影響したという。デビュー前から、ほかの歌手に提供する形で作曲はしていた。ヴィアンはセルジュの才能を絶賛していた。
「ギンスブルグ」の綴りには諸説あるが、2006年に発売されたトリビュート・アルバム Monsieur Gainsbourg Revisited のブックレットには "We wish to thank [...] Paul Ginsburg" という記載がある。「ゲンスブール」についても、日本では「ゲンズブール」「ゲーンスブール」「ゲーンズブール」といった表記が使われている。69 année érotique（『69年はエロな年』）、Ballade de Johnny-Jane などで聞ける本人の発音は「ゲンズブール」に近い。フランス語の発音規則に従えばここは「ス」なのであるが（フランス語の規則に従えば、全体を「ガンスブール」または「ギャンスブール」と発音するのが自然であろう）フランス語では有声化と呼ばれる現象が強く、後の[b]に影響されて[s]が[z]に近く発音されると考えられるので揺らいでいる文字の発音は「有声化によって『ズ』に近くなった『ス』」という記述がもっとも適当であろう。

### 歌手デビュー後
1958年、セルジュは歌手としてメジャーデビューする。デビュー作「リラの門の切符切り」（Le Poinçonneur des Lilas）は、地下鉄の駅（ポルト・デ・リラ駅）で切符を切り続ける改札係を歌ったものである。暗い地下から逃げて広い世界に出たいという着想は、あるとき改札係に「なにか望みはないか」と尋ね、「空が見たい」という答えを受けたことから生まれたという。歌詞の中では、色々な意味に変わりながら繰り返される trous（穴）という語が性的な隠喩であるとされる。この曲がヒットしている間、セルジュはコンサートで改札係に扮して歌った。
1965年、フランス・ギャルがセルジュの曲 Poupée de cire, poupée de son （「夢見るシャンソン人形」）でユーロビジョン・ソング・コンテストのグランプリを獲得する。当時日本で普通「シャンソン」と呼ばれるようなジャック・プレヴェールに代表される情緒豊かな作品が主流だったフランス音楽界において、それらと比べテンポが速く音数も多い作風であることが一線を画したゆえ一部の反発を受けるが、若い層を中心に絶大な人気を集め、ギャルとともにセルジュの名を一気に高める。その後もギャルへの提供曲は続々とヒットし、ギャルはフレンチロリータという伝統の始まりとなる。

### 問題とされた歌詞
ギャルに提供したセルジュの詞を詳しく検討すると、他にも皮肉や嫌味が入っているものがあり、時としてそれは悪意の領域にまで達している。たとえば『夢見るシャンソン人形』の歌詞は「私=アイドルの中身は蝋または詰め物だが、良いか悪いか」とも解釈できることから、蝋人形という死のイメージにアイドル歌手をダブらせるという意味が込められているとされる。
1966年にギャルへ提供した『アニーとボンボン』（ Les sucettes）の原題にある sucetteという語は棒状のペロペロキャンディを意味すると同時に、フェラチオの隠語でもあった。当時18歳のアイドルだったギャルは、PVで無邪気にロリポップをなめる姿を見せているが、その意味には気付いていなかったと発言している。ギャルの後ろでロリポップ・キャンディの着ぐるみを被った数人の人物が共演しているが、彼らの着ぐるみもギャルが手にしたキャンディも、両者共に男性器を彷彿させるような形状であることが確認できる。ギャルは、ヒット中には何も知らずにTVやグラビアで棒つきキャンディを頬張っている姿を見せていたが、後にセルジュが書いた歌詞に秘められていた別の意味に気付いて人間不信に陥り、恥ずかしさと怒りから数か月部屋に閉じこもってしまった 。

### ブリジット・バルドーとの関係
1967年、セルジュは既婚のブリジット・バルドーと関係を持つ。この年にはバルドーに Harley Davidson など多数の曲を提供している。「ジュ・テーム・モワ・ノン・プリュ」（Je t'aime... moi non plus）もその一つであるが、バルドーは当時の夫ギュンター・ザックスの怒りを恐れ、この歌のリリースを拒否する。
。翌1968年にはセルジュとバルドーのデュエットなどによるアルバム『ボニーとクライド』（Bonnie and Clyde）がリリースされている。

### ジェーン・バーキン
1968年、映画『スローガン』（Slogan）でジェーン・バーキンと共演する。当時20歳のバーキンはセルジュに一目惚れし、同年のうちに「ジュ・テーム・モワ・ノン・プリュ」をセルジュとデュエットするなど親密な関係となる。バーキンが「ジュ・テーム・モワ・ノン・プリュ」を歌ったアルバム『ジェーン&セルジュ』（Jane Birkin et Serge Gainsbourg）にはセルジュが歌う Les sucettes も収録されている。
バーキンの希望により2人は法的には結婚せず、彼女は後年、セルジュからの求婚を断ったことを後悔している。しかし家庭生活は円満で、セルジュはバーキンの連れ子ケイト・バリーを我が子のように育て、1971年には2人の間に娘のシャルロット・ゲンズブールが生まれた。以後セルジュはバーキンのために多数の曲を作る。デュエット曲には「ジュ・テーム・モワ・ノン・プリュ」と同様、性行為を歌った「デカダンス」（La décadance, 1972年）がある。
1968年、フランソワーズ・アルディに「さよならを教えて」（Comment te dire adieu）の作詞を担当（ジャック・ゴールド作曲、アーノルド・ゴーランド作詞で、ヴェラ・リンが1967年に歌った It Hurts To Say Goodbye　のカバー）。これがきっかけで、アルディはセルジュともバーキンとも親しく交際するようになる。セルジュの死後もアルディはバーキンのアルバム『ランデ・ヴー』（Rendez-vous, 2003年）に Suranée で参加するなど、バーキンと懇意である。
1973年、心臓発作を起こして倒れるが、セルジュは入院中も、デオドラントで臭いを消しながらこっそり喫煙していたという。バーキンは家庭のために健康にも気遣ってほしいと懇願するが、セルジュはそれを聞き入れず、以前と同様の飲酒と喫煙を続ける。これも一因となって夫婦の争いが多くなり、セルジュはバーキンに暴力を振るうようになる。
1979年、フランスの国歌「ラ・マルセイエーズ」をレゲエに編曲した Aux armes et caetera （「祖国の子供たちへ」）をリリースする。この時代レゲエに傾倒していたセルジュは、新作のアルバム『フライ・トゥ・ジャマイカ』をジャマイカのキングストンで録音する。このときボブ・マーリーのバックヴォーカルを務めていたリタ・マーリーが参加しているが、ボブは後でリタがエロティックな歌詞を歌わされたとして怒ったという。
1980年、セルジュはバーキンと別れるが、その後も曲の提供は続ける。

### バーキンとの離別以降
1980年から、モデル・歌手のバンブーと同棲、正式な結婚の手続きをとらず最後まで事実婚状態であったが、バンブーがセルジュの最後のパートナーとなった。2人の間にはピアニスト・作曲など音楽家として活動するルル・ゲンスブール（1986年生まれ）がいる。
1979年に発表した『フライ・トゥ・ジャマイカ』は右翼団体に問題視され、その後彼はたびたび襲撃されるようになる。1984年に競売で「ラ・マルセイエーズ」の原詩ににあたる、1833年に出版された『ライン軍のための軍歌』のオリジナル原稿を買い取ったとき、「破産する覚悟で望んだ」という本人の談がある。
1984年、当時13歳のシャルロットとのデュエットで「レモン・インセスト」（Lemon incest）をリリースする。これはショパンの「練習曲ホ長調『別れの曲』」に、incest（インセスト）という題名の通り、セルジュとシャルロットの関係を思わせるような歌詞をつけて歌ったものである。1986年にはシャルロットのアルバム『魅少女シャルロット』をプロデュースして、同作でも2曲でシャルロットとデュエットした。
晩年、テレビに出演する機会は多かったが、髭も剃らず、しばしば酔ったままで現れた。ホイットニー・ヒューストンと共演したときには "I want to fuck you" と発言した。

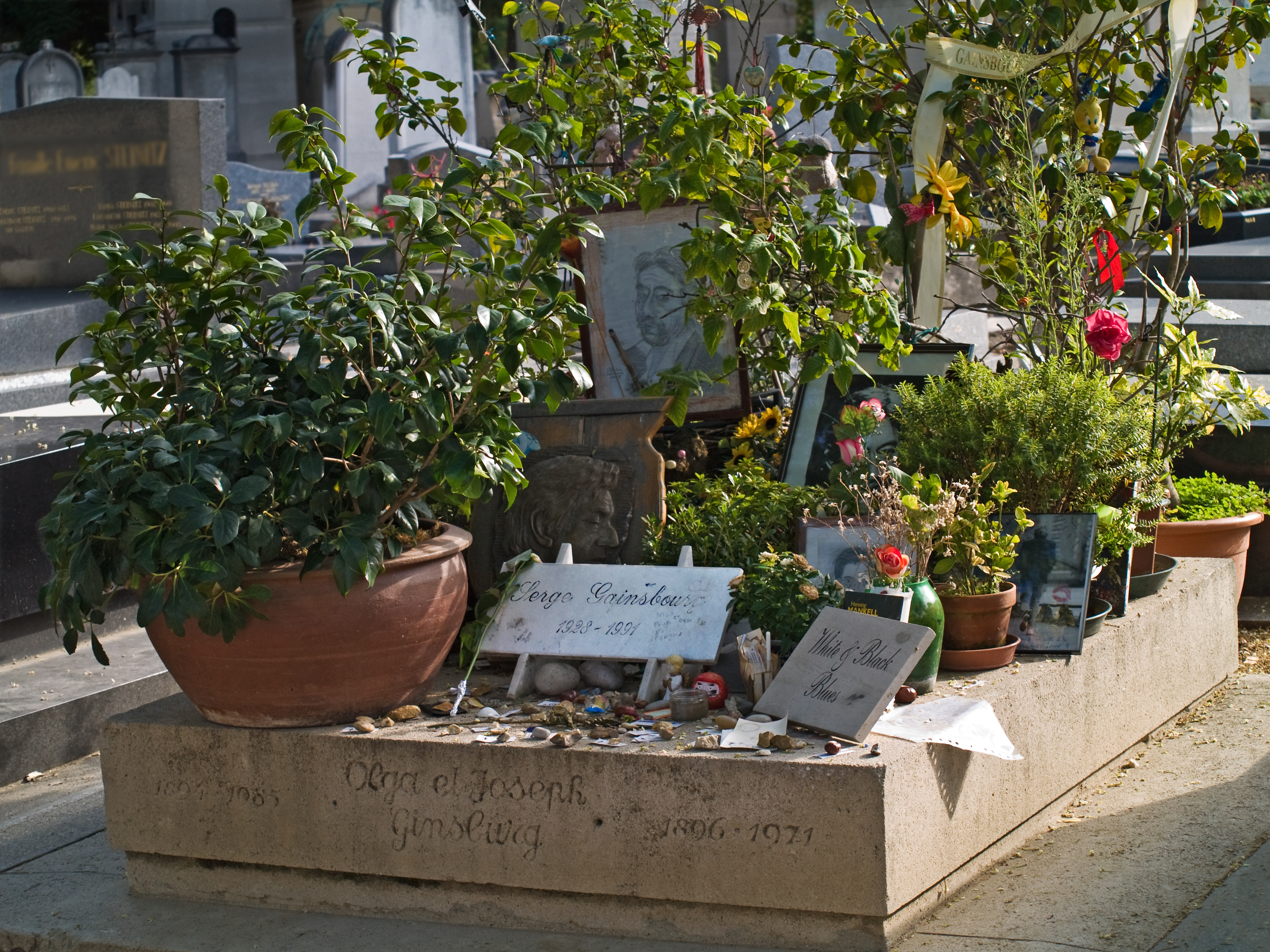
モンパルナス墓地のセルジュの墓

1990年、フランスのグラミー賞と呼ばれる音楽の祭典第5回ヴィクトワール・ドゥ・ラ・ミュージックにおいて名誉賞に輝くも翌1991年3月2日死去。死因は心筋梗塞と考えられているが、発見時、既に死後どの程度の時間が経過していたか定かでない。遺体はパリのモンパルナス墓地に埋葬された。セルジュ・ゲンスブールの墓を訪れる人は後を絶たず、彼らが「リラの門の切符切り」にちなんで地下鉄の切符を供えるため、墓の周りにはいつも無数の切符が散らばっている。

## 代表作

### アルバム

#### スタジオ・アルバム
- 第一面のシャンソン - Du chant à la une !（1958年）
- No.2 - Serge Gainsbourg N°2（1959年）
- 驚嘆のセルジュ・ゲンスブール - L'Étonnant Serge Gainsbourg（1961年）
- No.4 - Serge Gainsbourg N° 4（1962年）
- コンフィデンシャル - Gainsbourg Confidentiel（1963年）
- ゲンスブール・パーカッション - Gainsbourg Percussions（1964年）
- イニシャルB.B. - Initials B.B.（1968年）
- ジェーン&セルジュ - Jane Birkin - Serge Gainsbourg（1969年、ジェーン・バーキンとの連名）
- メロディ・ネルソンの物語 - Histoire de Melody Nelson（1971年）
- ゲンスブール版女性飼育論 - Vu de l'extérieur（1973年）
- 第四帝国の白日夢 - Rock Around the Bunker（1975年）
- くたばれキャベツ野郎 - L'Homme à tête de chou（1976年）
- フライ・トゥ・ジャマイカ - Aux armes et cætera（1979年）
- 星からの悪い知らせ - Mauvaises Nouvelles des étoiles（1981年）
- ラヴ・オン・ザ・ビート - Love on the Beat（1984年）
- 囚われ者 - You're Under Arrest（1987年）

#### ライヴ・アルバム
- Enregistrement public au Théâtre Le Palace（1980年）
- ライヴ・イン・パリ - Gainsbourg Live（1985年）
- ゼニット・ライヴ - Le Zénith de Gainsbourg（1989年）

### コンピレーション・アルバム
- ボニーとクライド - Bonnie and Clyde（1968年、ブリジット・バルドーとの連名）
- ゲンスブールからゲンスバールへ〜ゲンスブール・メモリアル - De Gainsbourg à Gainsbarre（1990年）
- ゲンスブール・フォーエヴァー - Gainsbourg... Forever（2001年）
- ベスト・オブ・セルジュ・ゲンスブール – イニシャルSG - Initials SG（2002年）

### トリビュート・アルバム
- ゲンスブール・トリビュート'95 - 永瀧達治ほかの監修により、内外のミュージシャンを起用した日本制作盤（1995年）

### 歌曲
- リラの門の切符切り - Le Poinçonneur des Lilas（1958年）
- 唇によだれ - L'Eau à la bouche（1960年）
- ラ・ジャヴァネーズ - La Javanaise（1962年）
- コーヒー・カラー - Couleur Café（1964年）
- ニューヨーク USA - New York U.S.A.（1964年）
- ジキルとハイド - Docteur Jekyll et monsieur Hyde（1965年）
- 誰がインで誰がアウト - Qui est in, qui est out（1968年）
- イニシャルB.B. - Initials B.B.（1968年）
- ボニーとクライド - Bonnie and Clyde（1968年）
- フォード・ムスタング - Ford Mustang（1968年）
- ジュ・テーム・モワ・ノン・プリュ - Je t'aime… moi non plus（1969年）
- エリザ - Elisa（1969年）
- ’69はエロな年 - 69, année érotique（1969年）
- デカダンス - La Décadanse（1972年）
- 手ぎれ - Je suis venu te dire que je m'en vais（1973年）
- ロック・アラウンド・ザ・バンカー - Rock around the bunker（1975年）
- ジョニー・ジェーンのバラード - Ballade de Johnny-Jane（1976年）
- 海、セックスそして太陽 - Sea, Sex and Sun（1978年）
- 祖国の子供たちへ - Aux armes et caetera（1979年）
- ハーレイ・ダヴィッドソン - Harley-Davidson（1980年）
- 神様はハバナタバコが大好き - Dieu fumeur de havanes（1980年）
- エクセ・オモ - Ecce homo（1981年） フリードリヒ・ニーチェの『この人を見よ』にちなんだもの
- ラヴ・オン・ザ・ビート - Love on the Beat（1984年）
- レモン・インセスト - Lemon incest（1985年）
- ユア・アンダー・アレスト - You're under arrest（1987年）
- 幸せな子供たちへ - Aux enfants de la chance（1987年）
- おれの外人部隊 - Mon Légionnaire（1987年）
- ヘイ・マン・アーメン - Hey Man Amen（1989年）

### 提供曲
楽曲を提供したアーティストは無数であり、特に女性が多い。
- フランス・ギャル
  - 夢見るシャンソン人形 - Poupée de cire, poupée de son（1965年）
  - アニーとボンボン - Les Sucettes（1966年）
- フランソワーズ・アルディ
  - さよならを教えて - Comment te dire adieu?（1968年）
- ジェーン・バーキンへは数多くの曲を提供しているが、もともとセルジュが歌ったものをバーキンがカバーしたり、逆のケースも多いので、厳密に分けることは難しい。

### 映画
- 気分を出してもう一度 Voulez-vous danser avec moi?（1959年、出演）
- ザ・スパイ L'espion（1966年、音楽）
- アンナ (1967年の映画)（フランス語版） Anna（1967年、出演、音楽）
- ふたりだけの夜明け Vibre la nuit（1968年、出演）
- スローガン　Slogan（1969年、出演）
- ガラスの墓標 Cannabis（1970年、出演、音楽）
- 女の望遠鏡（マドモアゼル à GO GO） Trop jolies pour être honnêtes（1973年、出演、音楽）
- ジュ・テーム・モワ・ノン・プリュ　Je t'aime... moi non plus（1976年、監督、出演）
- さよならエマニエル夫人　Good-bye, Emmanuelle（1977年、音楽、主題歌歌唱も担当）
- 赤道　Equateur（1983年、監督）
- シャルロット・フォー・エヴァー　Charlotte For Ever（1986年、シャルロット・ゲンスブール出演）
- スタン・ザ・フラッシャー　Stan the Flasher（1990年、監督エロディ・ブシェーズ出演）
- ゲンスブールと女たち　Gainsbourg, vie héroïque（2010年、伝記映画）
- ノーコメント by ゲンスブール　Gainsbourg by Gainsbourg An Intimate Self-Portrait（2011年、ドキュメンタリー映画）

### 著作
- 「スカトロジー・ダンディズム」（福武書店、1980年）

### 評伝
- 「ゲンスブールまたは出口なしの愛」（ジル・ヴェルラン著、1993年、マガジンハウス） ISBN 978-4-8387-0376-0
- 「ゲンスブールかく語りき」（永瀧達治著、1998年、愛育社）
- 「ゲンスブールと女たち」（ジョアン・スファール監督、2010年）伝記映画
- 「セルジュ・ゲンズブール バンド・デシネで読むその人生と音楽と女たち」（フランソワ・ダンベルトン著、アレクシ・シャベール イラスト、鈴木孝弥訳、2016年、DU BOOKS）